# Pacific Rim: Útok na Zemi
Pacific Rim: Útok na Zemi (v anglickém originále Pacific Rim) je americký sci-fi akční film z roku 2013. Režie se ujal Guillermo del Toro a scénáře del Toro a Travis Beacham. Hlavní role hrají Charlie Hunnam, Idris Elba, Rinko Kikuchi, Charlie Day, Burn Gorman, Robert Kazinsky, Max Martini a Ron Perlman. Film měl premiéru 1. července 2013 v Ciudad de México a do amerických kin byl uveden 12. července 2013. V České republice měl premiéru 11. července 2013.
Sequel Pacific Rim: Povstání, z režie Stevena S. DeKnighta, byl uveden do kin 23. března 2018.

## Obsazení
- Charlie Hunnam jako Raleigh Becket
- Idris Elba jako maršál Stacker Pentecost
- Rinko Kikuchi jako Mako Mori
- Charlie Day jako Dr. Newt Geiszler
- Burn Gorman jako Dr. Hermann Gottlieb
- Ron Perlman jako Hannibal Chau
- Max Martini jako Hercules „Herc“ Hansen
- Robert Kazinsky jako Chuck Hansen
- Clifton Collins, Jr. jako Ops Tendo Choi
- Diego Klattenhoff jako Yancy Beckett
- Ellen McLain (hlas Gipsy Al)

## Přijetí

### Tržby
Film vydělal 101,8 milionů dolarů v Severní Americe a 309,2 milionů dolarů v ostatních oblastech, celkově tak vydělal 411 milionů dolarů po celém světě. Rozpočet filmu činil 190 milionů dolarů. Za první víkend docílil třetí nejvyšší návštěvnosti, kdy vydělal 37,2 milionů dolarů.

### Recenze
Na recenzní stránce Rotten Tomatoes získal ze 272 započtených recenzí 71 procent s průměrným ratingem 6,6 bodů z 10. Na serveru Metacritic snímek získal z 48 recenzí 65 bodů ze 100. Na Česko-Slovenské filmové databázi snímek získal[kdy?] 63 procent.

### Ocenění a nominace
| Ocenění                                    | Kategorie                            | Nominovaný                                                               | Výsledek  |
| ------------------------------------------ | ------------------------------------ | ------------------------------------------------------------------------ | --------- |
| ABFF Hollywood Awards                      | Umělec roku                          | Idris Elba (také za Mandela: Dlouhá cesta ke svobodě a Thor: Temný svět) | nominace  |
| Cena Annie                                 | Nejlepší animované efekty ve filmu   | Pacific Rim - Útok na Zemi                                               | vítězství |
| Cena Annie                                 | Nejlepší animace postavy ve filmu    | Pacific Rim - Útok na Zemi                                               | nominace  |
| Filmová cena Britské akademie              | Nejlepší speciální efekty            | Pacific Rim - Útok na Zemi                                               | nominace  |
| Critics' Choice Movie Award                | Nejlepší speciální efekty            | Pacific Rim - Útok na Zemi                                               | nominace  |
| Denver Film Critics Society                | Nejlepší sci-fi/hororový film        | Pacific Rim - Útok na Zemi                                               | nominace  |
| Empire Awards                              | Nejlepší sci-fi/hororový film        | Pacific Rim - Útok na Zemi                                               | nominace  |
| Hollywood Film Awards                      | Nejlepší speciální efekty            | John Knoll                                                               | vítězství |
| Las Vegas Film Critics Society             | Nejlepší sci-fi/hororový film        | Pacific Rim                                                              | vítězství |
| Cena Saturn                                | Nejlepší sci-fi film                 | Pacific Rim                                                              | nominace  |
| Cena Saturn                                | Nejlepší režie                       | Guillermo del Toro                                                       | nominace  |
| Cena Saturn                                | Nejlepší výprava                     | Andrew Neskoromny a Carol Spier                                          | nominace  |
| Cena Saturn                                | Nejlepší střih                       | Peter Amundson a John Gilroy                                             | nominace  |
| Cena Saturn                                | Nejlepší speciální efekty            | John Knoll, James E. Price, Clay Pinney a Rocco Larizza                  | nominace  |
| St. Louis Gateway Film Critics Association | Nejlepší speciální efekty            | John Knoll                                                               | nominace  |
| Teen Choice Awards                         | Nejlepší letní film                  | Pacific Rim - Útok na Zemi                                               | nominace  |
| Visual Effects Society                     | Nejlepší speciální efekty ve filmu   | John Knoll, Susan Greenhow, Chris Raimo, Hal Hickel                      | nominace  |
| Visual Effects Society                     | Nejlepší animované postavy ve filmu  | Jakub Pistecky, Frank Gravatt, Cyrus Jam, Chris Havreberg                | nominace  |
| Visual Effects Society                     | Nejlépe vytvořené prostředí ve filmu | Johan Thorngren, Jeremy Bloch, David Meny, Polly Ing                     | nominace  |
| Visual Effects Society                     | Nejlepší virtuální kamera ve filmu   | Colin Benoit, Nick Walker, Adam Schnitzer, Victor Schutz                 | nominace  |
| Visual Effects Society                     | Nejlepší modely ve filmu             | David Fogler, Alex Jaeger, Aaron Wilson, David Behrens                   | nominace  |